# Isora Baró Oviedo
Dra. Prof. Isora Baró Oviedo ( n. 1958 ) es una zoóloga, botánica, y fitogeógrafa cubana. En 1980 obtuvo su licenciatura en Ciencias biológicas, en la Universidad de La Habana, y en esa misma alta casa de estudios, el M.Sc. en Ecología y Sistemática Aplicada y Curatoría Vegetal, en 1998.
Desarrolla actividades académicas en el "Instituto de Ecología y Sistemática", Ministerio de Ciencia, Tecnología y Ambiente, La Habana. Ha trabajado con el Jardín Botánico Nacional de Cuba, en La Habana, accediendo al cargo de directora en 1972. Ha realizado expediciones botánicas por la isla.
Es coeditora de la Revista del Jardín Botánico de Cuba.

## Algunas publicaciones
- lázara Sotolongo Molina, josé alberto Bravo Areces, sonia Machado Rodríguez, reina Echevarría Cruz, isora Baró Oviedo. 2007. Palinología del género Callicarpa L. (Lamiaceae: Viticoideaceae) en Cuba. Polibotánica 024: 53-73

- nereida Maestre Novoa, avas b. Hamony, isora Baró Oviedo, mercedes Reyes Hernández. 2001. Nuevos registros de Coccoidea (Homoptera: Sternorrhyncha) para Cuba. Insecta Mundi 15 ( 1): 58-62

- r. Echevarría Cruz, i. Baró Oviedo, m. Pérez Martínez, p. Herrera Oliver, a. Menéndez García. 1993. La carpoteca del herbario HAC (La Habana, Cuba). Fontqueria 36: 231-244[5]

### Libros
- isora Baró Oviedo. 1998. Contribución a la taxonomía del género Callicarpa L. (Verbenaceae: Viticoideae), en Cuba. Tesis en opción al título de Master en Ecología y Sistemática Aplicada y Curatoría Vegetal. 41 pp. . PARJAB 3-8 (5)

## Honores
Miembro de
- Cofundadora de la Sociedad Cubana de Ciencias Biológicas y Presidenta de la Sección de Botánica desde 1979 hasta 1988
- Sociedad Cubana de Botánica

- La abreviatura «Baró» se emplea para indicar a Isora Baró Oviedo como autoridad en la descripción y clasificación científica de los vegetales.[6]